# خاندان سو
خاندان سُو (به ژاپنی: 宗氏 Sō-shi) یکی از خاندان‌های ژاپنی بود که از تایرا نو توموموری منشأ گرفته بود.